# Maranhão
Maranhão, amtlich portugiesisch Estado do Maranhão, ist ein Bundesstaat im Nordosten von Brasilien. Er grenzt an die Bundesstaaten Piauí, Tocantins und Pará. Die Hauptstadt von Maranhão ist São Luís und ist eine der 27 Föderationseinheiten Brasiliens, gelegen in der Region Nordosten und die Unterregion Meio-Norte des Landes umfassend. Der Bundesstaat grenzt an drei brasilianische Bundesstaaten: Piauí (Osten), Tocantins (Süden und Südwesten) und Pará (Westen), sowie an den Atlantischen Ozean (Norden). Mit einer Fläche von 329.651,495 km² und 217 Gemeinden ist er der zweitgrößte Bundesstaat in der Region Nordosten und der achtgrößte Brasiliens. Er hat eine Bevölkerung von 7.010.960 Einwohnern (IBGE, 2024).

## Geographie
Maranhão ist durch den abrupten Übergang von Vegetationstypen geprägt: Mangrovenwälder bzw. Sanddünen an der Küste und Steppe im Sertão.

## Städte und Landschaften

### Die Küste von Maranhão
Die Hauptstadt São Luís ist eine wichtige Industriestadt. Als Hafenstadt ist sie der Endpunkt der Bahnstrecke aus dem Eisenerzgebiet Carajás. Sie hat eine koloniale Altstadt, die als Weltkulturerbe nach und nach restauriert wird.
Alcântara liegt auf der anderen Seite der Baía de São Marcos. Die Stadt bietet einen extremen Kontrast von verfallender ehemaliger kolonialer Größe und High-Tech in Form des brasilianischen Weltraumbahnhofs.
Nur wenige Kilometer südlich von São Luís beginnt die unwegsame Baixada Maranhense um die Mündung des Rio Mearim. Hunderte von Seen wie die Lagoa Cajari oder Lagoa do Viana bilden das größte Gebiet von natürlichen Seen im Nordosten Brasiliens.
Weiter im Westen liegt das kaum zugängliche Naturreservat der Reentrâncias Maranhenses mit ausgedehnten Mangrovenwäldern auf Hunderten von Inseln und Halbinseln mit ausgeprägten Gezeiten.

Der Nationalpark Lençóis Maranhenses

Im Nordosten umfasst der Nationalpark der Lençóis Maranhenses („Bettlaken von Maranhão“) ein etwa 100 km langes und 70 km breites Gebiet von Sanddünen mit eingelagerten kleinen Seen. In der Nähe des amazonischen Regenwaldes ist die brasilianische Wüste überraschend. Durch die neue Straße nach Barreirinhas sind die Lençóis gut erreichbar und erleben einen großen Ansturm von Touristen. Mit Booten erreicht man Atins mit Zugang zum Dünengebiet und Caburé, wo man abseits städtischer Hektik am Meer oder Fluss wandern und baden kann.
20 km östlich und nur über den Strand erreichbar liegt am Rande der kleinen Bettlaken (Pequenos Lençóis) Paulino Neves. Ein weiterer, ruhiger Ort an der Küste ist Tutóia, der westliche Ausgangspunkt für Bootsfahrten in und durch das inselreiche Parnaíba-Delta.

### Das Hinterland von Maranhão
Die Gemeinde Caxias im östlichen Hinterland von Maranhão nennt sich die Prinzessin des Sertão, den Titel hat auch die Stadt Barra do Corda. Sie lebt von Reisanbau und Produkten der Carnaúba-, Buriti- und Babaçu-Palmen.
Santa Inês und Açailândia konnten sich zu regionalen Zentren an der Straße nach Imperatriz am Rio Tocantins entwickeln. Diese Straße, die BR-010, verbindet Brasília mit Belém, Imperatriz ist inzwischen die zweitgrößte und zweitwichtigste Stadt im Bundesstaat geworden.
Über die Stadt Carolina, etwas weiter südlich am Rio Tocantins, kann man den neuen Nationalpark Chapada das Mesas erreichen. Dort gibt es zahlreiche Wasserfälle, wie den Cachoeira da Pedra Caída.

### Städte

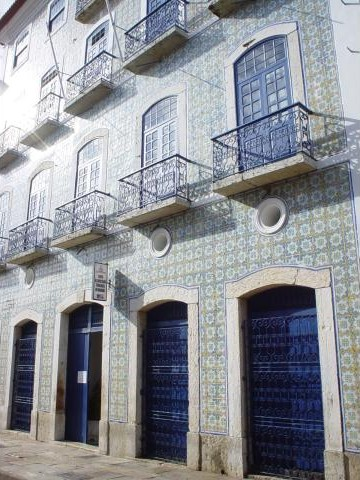
Azulejo-Fassade in der Altstadt von São Luís

Die größten Städte mit ihren Einwohnerzahlen geschätzt zum 1. Juli 2019 sind:
| Nr. | Munizip             | Einwohner |
| --- | ------------------- | --------- |
| 01  | São Luís            | 1.101.884 |
| 02  | Imperatriz          | 258.682   |
| 03  | São José de Ribamar | 177.687   |
| 04  | Timon               | 169.107   |
| 05  | Caxias              | 164.880   |
| 06  | Codó                | 122.859   |
| 07  | Paço do Lumiar      | 122.197   |
| 08  | Açailândia          | 112.445   |
| 09  | Bacabal             | 104.949   |
| 10  | Balsas              | 94.887    |
| 11  | Santa Inês          | 89.044    |
| 12  | Barra do Corda      | 88.212    |
| 13  | Pinheiro            | 83.387    |
| 14  | Chapadinha          | 79.675    |
| 15  | Santa Luzia         | 72.667    |
| 16  | Buriticupu          | 72.358    |
| 17  | Grajaú              | 69.527    |
| 18  | Itapecuru-Mirim     | 68.203    |
| 19  | Coroatá             | 65.296    |
| 20  | Barreirinhas        | 62.528    |
| 21  | Tutoia              | 58.860    |
| 22  | Vargem Grande       | 56.510    |
| 23  | Viana               | 52.441    |
| 24  | Zé Doca             | 51.714    |
| 25  | Lago da Pedra       | 50.266    |

## Klima
Das Klima ist tropisch feucht. Das mittlere Minimum der Temperatur liegt bei 21 °C, das mittlere Maximum bei 32 °C. Es fallen zwischen 1200 und 2000 mm Niederschlag pro Jahr, im Westen humid, im Osten semiarid. Im Norden herrscht der Einfluss vom Amazonas, im Süden vom Sertão.

## Geschichte
Das Gebiet von Maranhão ist seit einigen tausend Jahren besiedelt. Die ersten Europäer haben an den Küsten Maranhãos laut dem maranhensischen Historiker Mário Martins Meireles schon vor der offiziellen „Entdeckung“ Brasiliens durch Cabral angelegt und Handel getrieben. Genannt werden João Coelho (1493), Alonso de Ojeda, Juan de La Cosa und Américo Vespúcio (1497), sowie Juan Vergara und Garcia Ocampo (1499/1500).
Der portugiesische König Dom João III vergab 1534 die Capitanía do Maranhão an João de Barros und Fernão Álvares de Andrade, Gewürzhändler der Krone, die 1535 Aires da Cunha mit 10 Schiffen und 900 Männern auf Expedition schickten. Sie erlitten Schiffbruch, ebenso wie die nächste Expedition von Luis de Melo e Silva im Jahre 1554. Damit endeten die portugiesischen Kolonisationsversuche. Schon 1594 siedelten Franzosen (bis 1612) 500 Mann unter Daniel de la Touche an und gründeten die Stadt Saint Louis. 1615 besiegten portugiesische Truppen von Jerônimo de Albuquerque die Franzosen. 1641 wurde der blutrünstige Gouverneur Bento Maciel Parentes von 18 Schiffen und ihrer holländischen Besatzung überrumpelt. Die Holländer hielten die Stadt São Luís bis 1644. Hauptprodukte zu der Zeit waren Zuckerrohr, Kakao und Tabak.
Im 17. Jahrhundert brachten Jesuiten die christliche Botschaft in den Sertão, wo sie 20 indianische Dörfer gründeten. 1760 wurden sie des Landes verwiesen. Fortan waren die Indígenas den Großgrundbesitzern und Sklavenjägern schutzlos ausgeliefert.

## Politik

### Exekutive
62. und 63. Gouverneur war seit 1. Januar 2015 und nach erfolgter Wiederwahl zum 1. Januar 2019 Flávio Dino de Castro e Costa, bekannt unter dem Politikernamen Flávio Dino, des Partido Comunista do Brasil (PCdoB), der 2015 den Vorgänger Arnaldo Melo des Movimento Democrático Brasileiro (PMDB) abgelöst hatte. Sein Vizegouverneur wurde Carlos Brandão Junior von den Republicanos (REP), der das Amt am 2. April 2022 vorzeitig übernahm. Carlos Brandão wurde bei den Wahlen in Brasilien 2022 für den Partido Socialista Brasileiro (PSB) mit rund 51 % der gültigen Stimmen zum 64. Gouverneur für die Amtszeit von 2023 bis 2027 gewählt.

### Legislative
Die Legislative liegt bei der Legislativversammlung von Maranhão aus 43 gewählten Abgeordneten.

## Wirtschaft
Wichtigste Einkommensquelle ist der Bergbau. Das Eisenerz aus Karajá (Pará) kommt über eine Bahnlinie und wird von dem Hafen der Companhia Vale do Rio Doce (CVRD) bei São Luís exportiert, jährlich etwa 50 Millionen Tonnen.
Angebaut werden Soja, Reis, Mais, Cajú und Maniok.
Gegenüber von São Luís liegt bei der Kolonialstadt Alcântara das brasilianische Raumfahrtzentrum Centro de Lançamento de Alcântara.

## Verkehr
Die wichtigste Bahnlinie führt in das 892 km entfernt liegende Erzgebiet Karajá. Sie gehört dem brasilianischen Bergbaukonzern CVRD. Ein Abzweig führt von Açailândia nach Imperatriz, die Verlängerung bis Estreito ist im Bau, sie soll bis Balsas gehen.
São Luís ist mit Timon und damit mit dem Bahnnetz Nordost-Brasiliens verbunden.
Neben dem Hafen von Itaqui gibt es private Häfen der CVRD und der Aluminiumschmelze Alumar. 2003 wurden 68,5 Millionen Tonnen mit 991 Schiffen im- und exportiert.
Es gibt Flughäfen in São Luís und Imperatriz.

## Kultur
Populär in den Städten ist der Reggae.
Neben dem Karneval ist Bumba-meu-boi das typische Fest im Juni. Es ist afrikanisch-indianischen Ursprungs und erzählt in kritisch-satirischer Form die Geschichte einer Sklavin, die ihren Mann beauftragt, den schönsten Stier zu töten, damit sie die Zunge essen kann, um dadurch schwanger zu werden. Der Großgrundbesitzer beauftragt Indianer, ihn zu fangen. Ein Arzt muss den Stier wiederbeleben. Alles wird gut und endet in einem großen Fest.
Typische Tänze sind Tambor de Crioula und Tambor de Mina.
Kunsthandwerk wird aus den Fasern der Buriti-Palme hergestellt.

## Umwelt

### Waldbrände
Die waldreichen Gebiete in Brasilien sind von Waldbränden bedroht, was auch für Maranhão gilt, z. B. das Indigenenreservat Araribóia und weitere Naturschutzgebiete.
Die Angaben beruhen auf Satellitenbeobachtung und werden täglich erneuert.
| Jahr | Brände in Maranhão |
| --- | ------------------ |
| 2013 | 12.814             |
| 2014 | 19.137             |
| 2015 | 20.834             |
| 2016 | 17.455             |
| 2017 | 20.172             |
| 2018 | 10.899             |
| 2019 | 18.521             |
| 2020 | 16.817             |
| Hier fehlt eine Grafik, die leider im Moment aus technischen Gründen nicht angezeigt werden kann. Wir arbeiten daran! |                    |